# Oasis (Wisconsin)
Oasis es un pueblo ubicado en el condado de Waushara en el estado estadounidense de Wisconsin. En el Censo de 2010 tenía una población de 389 habitantes y una densidad poblacional de 4,25 personas por km².

## Geografía
Oasis se encuentra ubicado en las coordenadas 44°12′2″N 89°25′26″O / 44.20056, -89.42389. Según la Oficina del Censo de los Estados Unidos, Oasis tiene una superficie total de 91.51 km², de la cual 90.81 km² corresponden a tierra firme y (0.76%) 0.7 km² es agua.

## Demografía
Según el censo de 2010, había 389 personas residiendo en Oasis. La densidad de población era de 4,25 hab./km². De los 389 habitantes, Oasis estaba compuesto por el 97.94% blancos, el 0.26% eran afroamericanos, el 0.77% eran amerindios, el 0% eran asiáticos, el 0.26% eran isleños del Pacífico, el 0% eran de otras razas y el 0.77% pertenecían a dos o más razas. Del total de la población el 2.31% eran hispanos o latinos de cualquier raza.